# Герб Житомирської області
Герб Жито́мирської о́бласті — це символ, офіційна емблема області, в якому відображаються її історія, особливості та традиції. Разом із прапором становить офіційну символіку органів місцевого самоврядування та виконавчої влади Житомирської області. Затверджений 11 квітня 2003 р. рішенням восьмої сесії Житомирської обласної ради XXIV скликання.

## Опис
Гербом Житомирської області є щит із червоним полем, у центрі якого вміщено герб міста Житомира (на синьому полі щита зображення срібної міської брами з відкритими воротами і трьома вежами), розтятий і перетятий золотим нитяним хрестом.
У верхній частині щита — срібний архістратиг Михаїл з опущеними донизу мечем та піхвами і срібний вершник на коні; у нижній — срібний рівносторонній хрест з розбіжними сторонами і золоте сонце з шістнадцятьма променями.
Щит увінчує золота міська корона з трьома мурованими зубцями і трьома житніми колосками, що спирається на перевитий стрічками золотий житній сніп, у центрі якого зображення малого Державного Герба України.
Щит обрамляє золотий вінок із житніх колосків, у нижній частині якого зображення шишок і листя хмелю та квіток льону. Вінок перевитий синьо-жовтою стрічкою.

## Історія та символіка
Історично Житомирщина, один з найдавніших заселених теренів України, входила до складу чотирьох історичних земель України: Київщини, Полісся, Волині та Поділля. Ці землі мали свої історичні герби. Гербом Київщини від XIV століття був срібний Архістратиг Михаїл в червленому полі.

Герб Поділля

Гербом Полісся як території Великого Князівства Литовського від кінця XIII до XVIII століття вважали герб ВКЛ — «Погоня», що зображувався як срібний вершник на срібному коні. Найчастіше вершник зображувався із синім щитом і золотим восьмираменним хрестом. Та існують варіанти зображення «Погоні», де вершник має червлений щит з «Колюмнами» — знаком Гедиміновичів, Великих князів Київських литовської династії, що і знайшло відображення в представленому проєкті. Історичним гербом Волині є срібний хрест у червленому полі. Історично західна частина Житомирщини входила до складу земель Волині. Золоте сонце в червленому полі — найдавніший варіант герба Подільської землі, до складу якої історично входила південно-західна частина Житомирщини. Саме під червленими прапорами із золотим сонцем звитяжно бились під Грюнвальдом у 1410 році полки подільської землі у складі переможної литовсько-польсько-руської армії під проводом короля Ягайла і Великого князя Вітольда (Вітаўта). Згодом поле щита подільського герба змінилося на срібне (біле), ще пізніше — на лазурове (синє). Та найдавніший варіант герба Поділля запропоновано в гербі Житомирської області.

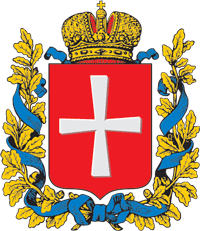
Герб Волинської губернії

Столицею Житомирської області, «серцем» краю є місто Житомир, засноване, за літописами, близько 884 року Житомиром, боярином за часів легендарних князів Аскольда та Дира. Герб міста, очевидно, отриманий разом з Магдебурзьким правом, у першій чверті XV століття, до нинішнього часу не дійшов. Проте печатка міста 1789 року містить зображення відкритої міської брами з трьома вежами і постаттю Св. Станіслава і богомольця. За часів Російської імперії герб міста являв собою срібну відкриту міську браму з трьома вежами на синьому полі. Нинішній герб Житомира наведено у серцевому щитку пропонованого герба. Золотий прямий рівносторонній (тонкий) нитяний хрест у гербі Житомирщини символізує давні традиції християнської духовності Житомирщини, однієї з колисок слов'янства і українського народу.
Обрамлення герба відтворює називну, т. зв. «промовисту» назву Житомирщини, від слова «жито», а також сільськогосподарські культури, без яких неможливо уявити сучасний стан економіки й господарства краю — льон і хміль. Синьо-жовті стрічки відтворюють кольори державного прапора України, підкреслюючи те, що Житомирська область є одним з адміністративно-територіальних утворень соборної України.
З'єднана мурована і рослинна корони символізують єдність міст і сіл Житомирщини, всіх житомирян, оскільки мурована корона є символом міст, а корона Деметри є символом сіл. Вміщений на вінку Знак Княжої держави Володимира Великого — Малий державний герб України підкріплює державний статус області.
Символіка барв і металів.
- Червлений (червоний) колір геральдичне є уособленням любові, мужності та великодушності.
- Лазуровий (синій) колір є втіленням чесності, вірності, досконалості й духовності.
- Золото означає в геральдиці віру, справедливість, милосердя, цнотливість та багатство.
- Срібло є втіленням чистоти, справедливості, шляхетності.